# 1726 w muzyce

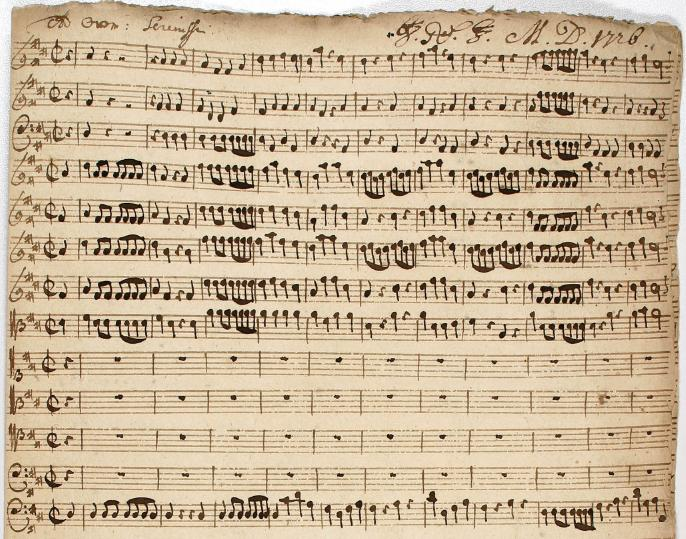
Manuskrypt kantaty Christopha Graupnera napisanej na urodziny landgrafa Ernsta Ludwiga w grudniu 1726 roku

Wydarzenia muzyczne w 1726 roku.

## Dzieła
- Johann Sebastian Bach – kantaty: 56, 170
- François Couperin Le Grand – Les Nations (suity orkiestrowe w stylu poszczególnych narodów)
- Jan Dismas Zelenka – Missa Paschalis
- Jan Dismas Zelenka – Missa Nativitatis Domini
- Jan Dismas Zelenka – Dixit Dominus w D
- Jan Dismas Zelenka – Confitebor tibi Domine w G (zaginione)
- Jan Dismas Zelenka – Beatus vir w C
- Jan Dismas Zelenka – Laudate pueri w A
- Jan Dismas Zelenka – Laetatus sum w D
- Jan Dismas Zelenka – Nisi Dominus w a
- Jan Dismas Zelenka – Ave Maris Stella w d
- Jan Dismas Zelenka – Jam sol recessit w d
- Jan Dismas Zelenka – Ut queant laxis w a
- Jan Dismas Zelenka – Veni Creator Spritus w a
- Jan Dismas Zelenka – Regina coeli w F
- Jan Dismas Zelenka – Haec dies w F (hymn)

## Dzieła operowe
- Georg Friedrich Händel – Rodelinda

## Urodzili się
- 7 kwietnia – Charles Burney, brytyjski muzyk i teoretyk muzyki, ojciec Frances Burney (zm. 1814)
- 7 września – François Philidor, francuski szachista i kompozytor (zm. 1795)
- 24 grudnia – Johann Ernst Hartmann, duński kompozytor i skrzypek pochodzenia niemieckiego (zm. 1793)

Data dzienna nieznana
- Joseph Anton Steffan, czeski kompozytor (zm. 1797)

## Zmarli
- 2 stycznia – Domenico Zipoli, włoski kompozytor epoki baroku, jezuicki misjonarz, działający w Ameryce Południowej (ur. 1688)
- 13 maja – Francesco Antonio Pistocchi, włoski kompozytor i śpiewak, kastrat (kontralt) (ur. 1659)
- 18 czerwca – Michel Richard Delalande, francuski organista i kompozytor barokowy (ur. 1657)
- 8 lipca – Antonio Maria Bononcini, włoski wiolonczelista i kompozytor, młodszy brat Giovanniego Bononciniego (ur. 1677)